# Longueil-Annel

Longueil-Annel este o comună în departamentul Oise, Franța. În 1 ianuarie 2022 avea o populație de 2.595 de locuitori.